# Partido Laborista Progresista (Dominica)
El Partido Laborista Progresista fue un partido político en Dominica. Participó en las elecciones generales de 1975, recibiendo un 4,2% del voto popular, pero sin obtener ningún escaño. No participó en elecciones posteriores.